# Representações da Anunciação na obra de El Greco
Esta é uma lista de representações artísticas da Anunciação na obra de El Greco (Cândia, Creta, 1541 — Toledo, 1614), pintor manerista grego ativo na Itália e na Espanha que operou, entre a segunda metade do século XVI e o início do século XVII, uma bem sucedida síntese entre a cultura pós-bizantina e a poética latino-européia. El Greco frequentou inúmeras vezes e ao longo de toda sua carreira o tema da Anunciação do anjo Gabriel à Virgem Maria. Suas primeiras representações do tema são ainda imbuídas de uma forte influência dos artistas do Alto Renascimento, como Michelangelo e Ticiano, evoluindo, já nas suas últimas décadas de vida, para uma abordagem mais intensa do aspecto místico e religioso do episódio, provável consequência de sua aderência aos ditames da propaganda contra-reformista.

## Lista de pinturas
| Imagem                   | Informações técnicas                                                                        | Status atributivo e outras informações | Localização                 |
| ------------------------ | ------------------------------------------------------------------------------------------- | --- | --------------------------- |
| &0000000000026727.000000 | Anunciação (painel esquerdo do Tríptico de Modena) c. 1568 Têmpera sobre madeira 24 x 18 cm | Atribuição disputada. | Galleria Estense Modena     |
| &0000000000026727.000000 | Anunciação c. 1570 Óleo sobre madeira 26 cm x 20 cm                                         | Atribuição segura. | Museu do Prado Madri        |
| &0000000000026727.000000 | Anunciação c. 1576 Óleo sobre tela 117 cm x 98 cm                                           | Atribuição segura. \| Museu Thyssen-Bornemisza Madri |                             |
| &0000000000026727.000000 | Anunciação c. 1597-1600 Óleo sobre tela 315 cm x 174 cm                                     | Atribuição segura. Há ao menos duas réplicas autógrafas dessa composição em escala reduzida. \| Museu do Prado Madri |                             |
| &0000000000026727.000000 | Anunciação c. 1597-1600 Óleo sobre tela 113,5 x 66 cm                                       | Atribuição segura. Réplica autógrafa em escala reduzida da obra do Prado. | Museu de Belas Artes Bilbau |
| &0000000000026727.000000 | Anunciação c. 1597-1600 Óleo sobre tela 114 x 67 cm                                         | Atribuição segura. Réplica autógrafa em escala reduzida da obra do Prado. \| Museu Thyssen-Bornemisza Madri |                             |
| &0000000000026727.000000 | Anunciação c. 1600 Óleo sobre tela 91 x 66,5 cm                                             | Tradicionalmente atribuída a El Greco. Existem diversas versões desta composição. A obra de Budapeste é apontada pela crítica contemporânea como o provável protótipo. Para Harold Wethey, trata-se de obra do ateliê de El Greco. \| Museu de Belas Artes Budapeste |                             |
| &0000000000026727.000000 | Anunciação c. 1600 Óleo sobre tela 126,1 by 81,3 cm                                         | Tradicionalmente atribuída a El Greco, com possível participação de assistentes de ateliê. A versão de Toledo já foi considerada o protótipo da série no passado, mas a hipótese é refutada pela crítica contemporânea. \| Museu de Arte de Toledo Toledo            |                             |
| &0000000000026727.000000 | Anunciação c. 1600 Óleo sobre tela 79 x 108 cm                                              | Tradicionalmente atribuída a El Greco, com possível participação de assistentes de ateliê. Para Harold Wethey, trata-se de obra do ateliê de El Greco ou de Jorge Manuel \| Coleção Soichiro Ohara Kurashiki                                                         |                             |
| &0000000000026727.000000 | Anunciação c. 1600 Óleo sobre tela 107 x 74 cm                                              | Tradicionalmente atribuída a El Greco, com possível participação de assistentes de ateliê. Para Harold Wethey, trata-se de obra da escola de Jorge Manuel. \| Museu de Arte de São Paulo São Paulo                                                                   |                             |
| &0000000000026727.000000 | Anunciação c. 1603-1605 Óleo sobre tela 128 cm de diâmetro                                  | Executada por El Greco e Jorge Manuel. \| Hospital de la Caridad Illescas |                             |
| &0000000000026727.000000 | Anunciação c. 1608-1614 Óleo sobre tela 291 x 205 cm                                        | Atribuição segura. O painel foi fragmentado em data desconhecida. A parte superior encontra-se atualmente na Galeria Nacional de Atenas. \| Fundação Banco Santander Madri                                                                                           |                             |